# Ivanacara adoketa

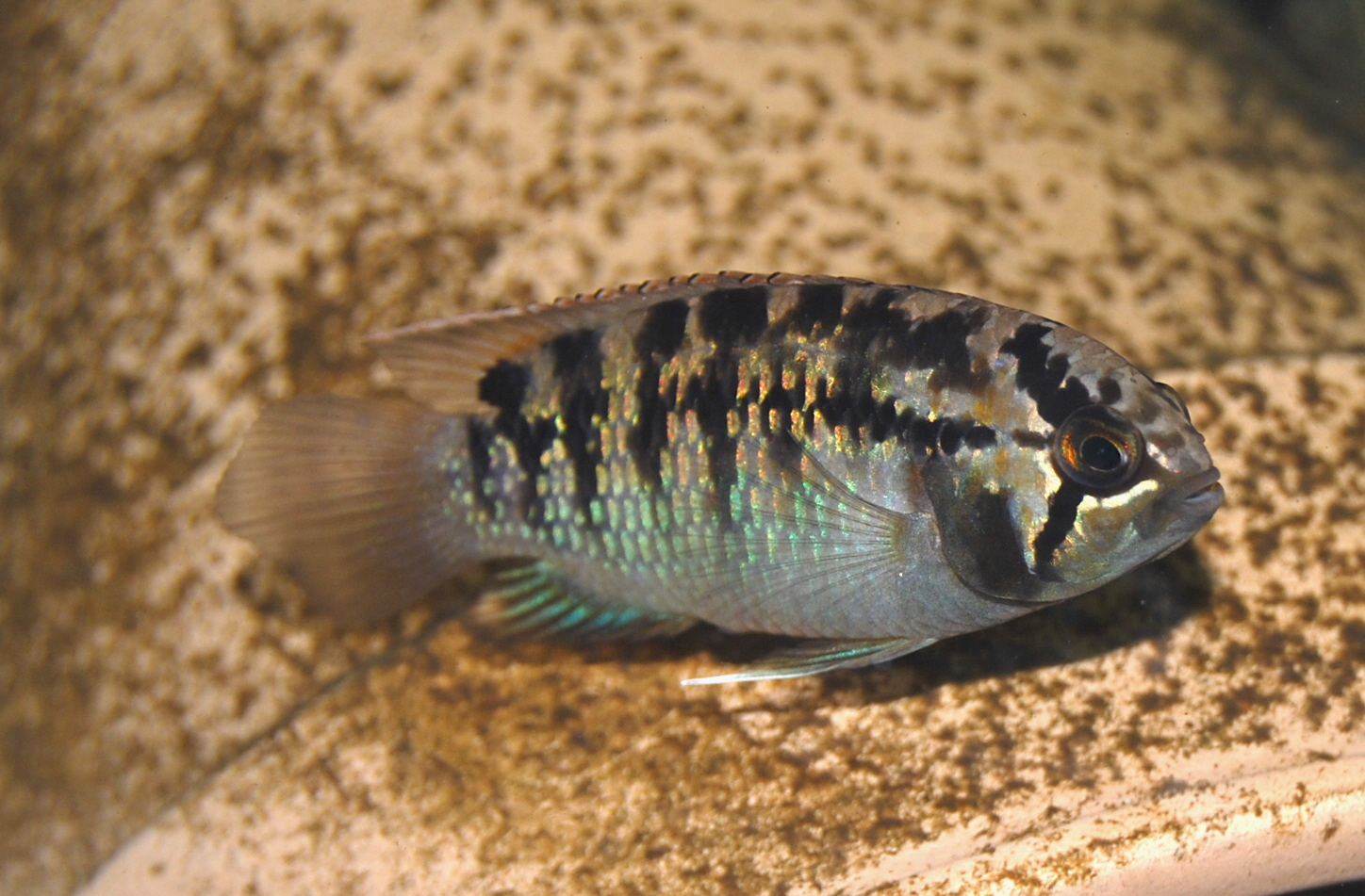
Ivanacara adoketa

Ivanacara adoketa (Synonym: Nannacara adoketa) ist eine kleine südamerikanische Buntbarschart, die im Einzugsbereich des mittleren Rio Negros im brasilianischen Amazonasbecken vorkommt. Ivanacara adoketa ist die Typusart der Gattung Ivanacara, die im Jahr 2006 aufgrund von Merkmalen des Körperbaus,  dem Brutpflegeverhalten und dem Zeichnungsmuster der Jungfische von Nannacara abgespalten wurde.

## Merkmale
Die Fischart besitzt einen relativ gedrungenen Körper und einen kurzen, abgerundeten Kopf. Männchen erreichen eine Gesamtlänge von acht bis zehn Zentimeter, Weibchen bleiben erheblich kleiner. Im Unterschied zu den meisten anderen Zwergbuntbarscharten unterscheiden sich Männchen und Weibchen hinsichtlich ihrer Färbung nicht. Die Grundfärbung ist, abhängig von der Stimmung, hellbeige, hellgrau oder blaugrau. Auf den Körperseiten sind sieben kurze, dunkle Querstreifen zu sehen, deren Färbung sich während der Brutzeit verstärkt und dann tief schwarz sein kann. Bei starker Erregung werden auch die Lippen sowie die Unterseite des Kopfes schwarz. Kopf und Flanken sind mit grünlich glänzenden Flecken und Linien gemustert. Weitere dunkle Linien sind oberhalb und unterhalb der Augen sowie zwischen Augen und Maul vorhanden.

## Lebensraum und Lebensweise
Ivanacara adoketa kommt im brasilianischen Amazonasbecken im Einzugsbereich des mittleren Rio Negros vor. Der Fundort der zwei für die Erstbeschreibung untersuchten Typusexemplare war ein kleiner Bach in einem Primärregenwald mit einer maximalen Tiefe von 28 cm und einer Wassertemperatur von 24 °C. Ein weiterer Fundort war ein Klarwasserbach mit einer Breite von einem bis drei Metern, einer Tiefe von 20 cm und einer Temperatur von 24 bis 27 °C. Der Bachgrund war mit einer hohen Falllaubschicht bedeckt, der pH-Wert betrug 4,5 bis 5,0. Ivanacara adoketa ist ein Offenbrüter, der seine 200 bis 300 bernsteinfarbenen Eier auf einer festen Unterlage ablegt. Männchen und Weibchen kümmern sich beide um die Betreuung und Verteidigung von Laich, Larven und Jungfischen. Bei einer Wassertemperatur von 24 °C schlüpfen die Larven nach ca. 4,5 Tagen, nach weiteren 8 Tagen schwimmen die Jungfische frei.

## Belege
1. ↑  Uwe Römer & Ingo Hahn (2006): Ivanacara gen. n. (Teleostei: Perciformes, Cichlasomatini): a new genus of cichlids from the Neotropis. In: U. Römer: Cichlid Atlas 2, Melle, Mergus Verlag: 1190–1197. ISBN 3-88244-041-4
2. 1 2  Horst Linke, Wolfgang Staek: Amerikanische Cichliden I, Kleine Buntbarsche. Tetra-Verlag, Bissendorf 1997, ISBN 3-8935-6153-6. S. 222 u. 223.